# William Cartwright (Filmeditor)
William Tilton Cartwright auch William T. Cartwright (* 25. August 1920 in St. Louis, Missouri; † 1. Juni 2013 in North Hills, Kalifornien) war ein US-amerikanischer Filmeditor, der in seiner über 40-jährigen Karriere 20 Kino-, Fernseh- und Dokumentarfilm-Produktionen als Schnittmeister betreute. Darunter sind Kino-Klassiker der 1960er Jahre wie Vier Tage im November, Die Teufelsbrigade oder Die Brücke von Remagen. Für seine Arbeiten wurde er mehrfach ausgezeichnet.

## Leben und Karriere
William Tilton Cartwright wurde am 25. August 1920 in St. Louis, Missouri geboren. Sein Vater Carroll Cartwright arbeitete als Autohändler, seine Mutter Flora war Kosmetikverkäuferin in der Saks Fifth Avenue in Manhattan. Er wuchs hauptsächlich in St. Louis und San Antonio auf. Später schrieb er sich an der Washington University in St. Louis ein und erwarb einen Bachelor-Abschluss in Englisch, obwohl der Zweite Weltkrieg seine Ausbildung unterbrach. Ausgebildet als Marineflieger und Fotograf diente Cartwright im Pazifik als Marine Corps Kampfpilot. Im März 1945 überlebte er einen Absturz ins Meer, nachdem sein Flugzeug getroffen worden war. Er brach sich mehrere Wirbel und wurde von einem Navy Zerstörer gerettet.
Nach dem College war er als Fotograf und Filmemacher in Europa für die US Agency for International Development tätig. Er besuchte anschließend die USC School of Cinematic Arts, brach die Ausbildung jedoch vor dem Abschluss seines Diploms ab.
Für die Produktionsfirma von David L. Wolper bearbeitete Cartwright zu Beginn der 1960er Jahre eine Reihe von Dokumentarfilmen. Dazu gehörten die beiden renommierten Filme The Making of the President 1960 (1963) und Vier Tage im November (1964) von Regisseur Mel Stuart.
Ende der 1960er Jahre betreute er die beiden Kriegsfilm-Klassiker Die Teufelsbrigade (1968) von Regisseur Andrew V. McLaglen mit William Holden und Cliff Robertson in den Hauptrollen und John Guillermins Die Brücke von Remagen (1969) mit George Segal, Robert Vaughn und Ben Gazzara.
In den darauf folgenden Jahrzehnten widmete er seine Aufmerksamkeit bevorzugt dem Dokumentarfilm-Genre. 1989 erhielt er seine dritte Emmy-Auszeichnung für die Fernseh-Dokumentarfilmreihe American Masters, bei der Cartwright darüber hinaus auch als Co-Produzent tätig war.
Die US-amerikanische Fernseh-Dokumentarfilmreihe The Incurables, bei der er auch als Drehbuchautor fungierte, war 2007 Cartwrights letzte Arbeit als Schnittmeister.
Cartwright wurde zwischen 1963 und 1997 für insgesamt fünf Emmy Awards nominiert und gewann drei der begehrten Fernsehpreis-Auszeichnungen.
Sein Sohn William T. Cartwright Jr. ergriff ebenfalls den Beruf des Film-Cutters.
Bereits 1958 hatte William Cartwright mit seinem kritischen Verständnis für Kunst und Kultur für Aufmerksamkeit gesorgt. Gemeinsam mit Nicholas King kaufte er die Watts Towers in Los Angeles für 3.000 Dollar und gründete eine gemeinnützige Einrichtung, die die Türme und ihre Kunst von Simon Rodia bewahren und pflegen sollte. Sie gelten heute als Meisterwerke der Volkskunst.
William Cartwright verstarb am 1. Juni 2013 im Alter von 92 Jahren in North Hills im Bundesstaat Kalifornien.

## Auszeichnungen
- 1963: Emmy Award für The Making of the President 1960
- 1964: Emmy Award für Vier Tage im November (Four Days in November)
- 1989: Emmy Award für American Masters

## Filmografie (Auswahl)

### Kino
- 1968: Die Teufelsbrigade (The Devil’s Brigade)
- 1969: Die Brücke von Remagen (The Bridge at Remagen)
- 1972: Horror-Attack (Necromancy)

### Fernsehserien
- 1964–1965: Men in Crisis (Fernsehserie) (Zwei Episoden)
- 1971: It Was a Very Good Year (Fernsehserie)
- 1983: Fame (Fernsehserie)

### Dokumentarfilme
- 1963: The Making of the President 1960 (Dokumentarfilm)
- 1964: Vier Tage im November (Four Days in November) (Dokumentarfilm)
- 1965: Prelude to War: Beginning of World War II (Fernseh-Dokumentarfilm)
- 1966: China: Roots of Madness (Fernseh-Dokumentarfilm)
- 1965–1966: Time-Life Specials: The March of Time (Fernseh-Dokumentarfilmreihe)
- 1966: The Making of a President: 1964 (Fernseh-Dokumentarfilm)
- 1968: The Rise and Fall of the Third Reich (Fernseh-Dokumentarfilm)
- 1970: The Unfinished Journey of Robert Kennedy (Fernseh-Dokumentarfilm)
- 1977: Oscar Presents: The War Movies and John Wayne (Dokumentarfilm)
- 1988: American Masters (Fernseh-Dokumentarfilmreihe)
- 1994: Don’t Pave Main Street: Carmel’s Heritage (Dokumentarfilm)
- 1994: Maya Lin: A Strong Clear Vision (Dokumentarfilm)
- 2005: Candid Camera: 5 Decades of Smiles (Dokumentarfilm)
- 2007: The Incurables (Fernseh-Dokumentarfilmreihe)